# Parys Golf & Country Estate
De Parys Golf & Country Estate is een countryclub in Parys, Zuid-Afrika. De club is opgericht in 2007 en heeft een 18-holes golfbaan met een par van 71.
De golfbaan werd ontworpen door golfbaanarchitect Cobie Le Grange. De fairways werden beplant met kikuyugras, een tropische grassoort, en de greens met struisgras.
Naast een golfbaan, heeft de club ook squash-, tennisbanen. De club ligt aan de Vaalrivier, waarbij de club ook verscheidene watersporten kan aanbieden.

## Golftoernooien
- Vodacom Origins of Golf Tour: 2013